# 還丹棋
還丹棋（Contigo），是Frank Thibault推出的兩人對戰或四人對戰的棋類，由3M公司在1974年出品，結合播棋類遊戲與連棋類遊戲。

## 棋具
- 6*6棋盤，棋盤周圍有28個坑。
- 每方六枚棋子。
- 五十六顆玻璃扁珠，玩家共用

## 規則
- 兩人時，初始佈置為雙方棋子交錯擺於兩對角線。

- 每方回合需依序執行兩動作：
  - 移動一枚己棋朝縱或橫向移動N格至空位處，不得越子。N=該方向所朝向坑裡的扁珠數量。
  - 取一個坑的所有扁珠，選擇順向或逆向之一播灑至各坑，播灑範圍等於該坑所有顆數，分配數量可零到所有顆數。

- 六子以縱、橫、斜向連成一線獲勝[2]。

## 外部連結
- 遊戲介紹 （页面存档备份，存于）